# Església de la Mare de Déu de l'Assumpció (Veo)
L'església de la Mare de Déu de l'Assumpció de Veo és un temple catòlic situat al centre del poble, a la plaça de sant Antoni Abat, 1. Forma part de l'Arxiprestat de la Mare de Déu de l'Esperança, dins de la diòcesi de Sogorb-Castelló, i és servida pel retor de l'església de sant Miquel Arcàngel de l'Alcúdia de Veo.
Iniciada la seua construcció al segle xviii, el cos de les campanes no va ser finalitzat fins a l'any 1904. Les imatges, aixovar i ornaments religiosos d'aquesta Església van ser cremats el 12 d'agost de 1936, durant els primers dies de la Guerra Civil espanyola.

## Arquitectura

### Estructura
L'Assumpció de Veo és un temple de reduïdes dimensions i de planta rectangular. El sostre és de volta i compta, a més d'amb un senzill altar major, amb diversos altars laterals a la banda del temple que recau al carrer de sant Marcel.

### Façana
La façana és molt senzilla, sense cap tipus d'ornamentació. Únicament ha estat pintada de color blanc.
La porta de fusta del temple s'emmarca dins d'un arc de mig punt, sense que hi haja cap òcul, finestra o fornícula per damunt d'ella.

### Torre campanar
El campanar es troba adosat a la banda oest de la façana. De la mateixa manera que la resta del temple, està obrat de maçoneria i calç de morter, a excepció de l'últim tram, que és de rajola. El remat és d'agulla i el decoren teules de color blau.
En l'actualitat, l'Assumpció de Veo posseeix dues campanes més antigues que el cos de les campanes on estan ubicades:
- Maria de Gràcia, realitzada l'any 1840 per Juan Traver a la veïna població d'Artana.
- Santa Bàrbara, peça anònima de 1722.